# Johann Hieronymus Boeswillibald
Johann Hieronymus Boeswillibald († nach 1768) war ein deutscher Sprachlehrer und Freidenker.

## Leben
Boeswillibald stammte aus der Markgrafschaft Ansbach-Bayreuth und war ein Sohn des gleichnamigen Pfarrers Johann Hieronymus Boeswillibald. Er studierte Rechtswissenschaften und galante Studiis an den Universitäten Leipzig und Halle. Nach eigenen Angaben erwarb er Kenntnisse in elf Sprachen, darunter Französisch, Italienisch, Englisch, Holländisch, Lateinisch, Griechisch und Hebräisch. Reisen führten ihn in die Niederlande, nach England und Frankreich. Von 1732 bis 1742 war er Sprachmeister des Französischen, Italienischen und Englischen am Collegium illustre in Tübingen.
Boeswillibald war Freidenker. Seine 1740 wohl in Frankfurt publizierte Schrift Scripture and reason one book, wherein in contained a short, solid and plain explication of the chiefest mysteries of the holy scripture, to further inquiry, and to manifest folly, inquiry of lovers of truth, and folly of haters of scripture and reason wurde verboten. Er schied daher aus dem Staatsdienst aus und war ab 1742 unter anderem als Herausgeber der politischen Zeitung Frankfurter Berichte von den Staats-, Kriegs- und Friedensangelegenheiten in Frankfurt am Main tätig. Von Januar 1753 bis 1760 lehrte er als italienischer und englischer Sprachmeister an der Universität Tübingen. 1760 nahm er seinen Abschied und übersiedelte nach London.

## Familie
Boeswillibald heiratete Maria Catharina de Gregoriis, eine Tochter des Sprachmeisters Franciscus de Gregoriis in Tübingen.

## Werke
- De educationis neglectae damno in rempublicam in illustris gymnasio ernestino-fredericiano D. XXX Maii A. [1720] praeside M. Io. Christoph. Ottone Log. et Metaph. Prof. publ. praeceptore suo pie colendo publice disputabit auctor et respondes Io. Hieronymus Boeswillibaldus Heidenheimio-Onolsbacensis (Hildburghausen [1720])
- Scripture and reason one book, wherein in contained a short, solid and plain explication of the chiefest mysteries of the holy scripture, to further inquiry, and to manifest folly, inquiry of lovers of truth, and folly of haters of scripture and reason: Imparted by a free-thinker as for human authority, and a bond-man as for scripture and reason, the only principles of a true christian, good protestant, and of a downright honest man ([o. O. 1740])
- Entdeckte Staercke des Grunds der offenbarten Weißheit, in einem deutlichen Unterricht, welcher nicht nur den Glauben, wornach die heilge Schrift von Gott eingegeben worden, befestiget, sondern auch die Einwuerfe, welche die vermeinten esprits forts von Zahlen, Spruechen, Worten, Namen, Geschichten, Geschlechtregistern und andern Materien hergenommen haben, auf eine kurtze, genugsame und ueberzeugende Weise widerleget; Dabey die Chronologie der heiligen Schrift abhandelt, die Uebereinstimmung der vier Evangelisten erweiset, und dunckle Schriftstellen in ihr voriges Licht setzet: Ertheilet von einem unbekannten, und doch bekannten Juenger des einigen Meisters (Tübingen 1741)
- The dreed of the nazarenes: Or, of the first christians, as a light of knowledge, opposed to the darkness of ignorance, to be perceived amongst the jews and further christians. Dedicated to the bishios of the englisch High-Church (London 1763)
- Schrift- und vernunftgemaesse Gedanken, die ueber das von Herrn Dr. Wachsel angepriesene und publlicirte Buch, unter dem Titel: Der erklaerte Catechismus Lutheri, zum Unterricht der Christen und Juden, mitgetheilet werden, welche die Geister pruefen, das Wahre von dem Falschen unterscheiden, und der Verführung eines auf das höchste gestiegenen Unglaubens entgehen wollen (London 1768)